# Colonfay
Colonfay település Franciaországban, Aisne megyében. Lakosainak száma 72 fő (2022. január 1.). Colonfay Flavigny-le-Grand-et-Beaurain, Lemé, Puisieux-et-Clanlieu, Sains-Richaumont, Le Sourd és Wiège-Faty községekkel határos.

## Népesség
A település népességének változása:
| Lakosok száma | 96   | 72   | 86   | 71   | 82   | 81   | 78   | 76   | 75   | 72   |
|               | 1968 | 1982 | 1990 | 2006 | 2013 | 2015 | 2017 | 2019 | 2020 | 2022 |